# Ptice (1963.)
Ptice (eng. The Birds) su horor film Alfreda Hitchcocka iz 1963. Utemeljene su prema istoimenoj kratkoj priči koju je napisala Daphne du Maurier.

## Radnja
Odvjetnik Mitch Brenner (Rod Taylor) upozna bogatu Melanie Daniels (Tippi Hedren) u San Franciscu u prodavaonici kućnih ljubimaca. Brenner kupuje ptice za svoju sestru, a Melanije se pretvara da je prodavačica i pokazuje mu krive ptice. Kad joj on otkrije da zna za njezinu šalu ona se naljuti. On joj tada objasni da je zna sa suda. 
Kada Brenner ode, Melanie mu odluči kupiti i odnijeti ptice koje je tražio. Ona se odveze u mjesto Bodega Bay i tajno ubaci krletku s pticama u kući Brennerovih. Kada se Melanie vraća preko jezera, Mitch je vidi i krene ju dočekati s druge strane. No tijekom vožnje, Melanie napadne galeb i ozlijedi ju. 
Tijekom sljedećih dana napadi ptica se nastavljaju i svi stanovnici se zatvaraju u svoje kuće. Jedan od jačin napada bio je kada je Brennerova sestra bila u školi. Ispred škole su se počele okupljati ptice i čim su djeca izašla iz škole počele su napadati. Djeca su se na kraju uspjela sakriti u zatvoren prostor i izbjeći napad ptica. Još jedan veći incident bio je na rođenadnu Brennerove sestre Kathy kada su ptice napale djecu i prekinule rođendan. Tijekom napada dogodila se i stravična smrt jednog farmera iz mjesta kada su ptice probile prozorsko staklo i ubile farmera iskopavši mu oči. 
Nakon nekoliko dana sakrivanja i strepnje ptice su se odjednom smirile. Mitch polako izlazi iz kuće i ptice ga ne napadaju. On ulazi u svoju garažu pali automobil i odvozi sebe, svoju majku i sestru i Melanie od kuće, a ptice stoje mirno i ne napadaju nikoga. 

## Produkcija
Film govori o napadima ptica na ljude u kalifornijskom mjestu Bodega Bay. U originalnoj priči koju je napisala Daphne du Maurier, a prema kojoj je film temeljen, ptice napadaju Veliku Britaniju, ne Kaliforniju. 
Hitchcock je inspiraciju za film dobio iz članka kalifornijskih novina Sentinel objavljenog 18. kolovoza 1961. U članku je pisalo kako su ptice u mjestu Santa Cruz, Kalifornija, pokazivale čudno, pa i agresivno ponašanje.
Tijekom snimanja, Tippi Hedren je informirana da će se za brutalne scene napada ptica korisiti mehaničke ptice, no tijekom snimanja su korištene žive ptice koje su napadale glumce. Kada je jedna ptica skoro iskopala oko Tippi Hedren ona je postala histerična, pala u nesvijest i tjedan dana je imala noćne more zbog tog događaja. Kada je glumac Cary Grant posjetio snimanje, izjavio je da je Tippi "jedna vrlo hrabra dama".

## Nagrade
Film je debitirao na prestižnom filmskom festivalu u Cannesu, a Hitchcock i Tippi Hedren su prisustvovali premijeri. Film je nominiran i za Oscara u kategoriji najboljih specijalnih efekata, no izgubio je od filma Kleopatra. No Tippi Hedren je dobila Zlatni globus za najbolju novu zvijezdu godine. Jedna bengalska asocijacija dodijelila je filmu prvo mjesto kao najboljem stranom filmu, a Hitchcocku nagradu za najboljeg redatelja.

## Hitchcockov cameo
Kao i u svakom od svojih filmova, redatelj Alfred Hitchcock ima svoj cameo nastup u filmu. U ovom filmu Hitchcock se može vidjeti kako izlazi iz trgovine kućnih ljubimaca, gdje su se Mitich i Melanie sreli, s dva bijela psa.

## Nova verzija
Prema novinama Hollywood Reporter, 2009. bi se trebao snimiti obradu filma Ptice. Prema istom izvoru, glumica Naomi Watts bi trebala glumiti Melanie Daniels. Radnja će biti ista kao i Hitchcockova, a scenarij pišu Juliet Snowden i Stiles White. Film bi trebao izači 3. srpnja 2009., a režirat će ga Martin Campbell.

## Vanjske poveznice
- Ptice u internetskoj bazi filmova IMDb-a
- Rottentometoes.com - recenzije